# Delia auricolor
Delia auricolor är en tvåvingeart som beskrevs av Masayoshi Suwa 1974. Delia auricolor ingår i släktet Delia och familjen blomsterflugor. Inga underarter finns listade i Catalogue of Life.